# Hawaiʻi Ponoʻī
"Hawai`i Pono`i" este imnul de stat al insulelor Hawaii. Cuvintele au fost scrise de regele David Kalakaua, muzica de prof. Henry Berger, dirijorul regal. "Hawai`i Pono`i" a fost, de asemenea, imnul regatului Hawai`i și al Teritoriului Hawai`i.

## Versuri
Hawai`i pono`i

Nana i kou, mo`i

Kalani Ali`i,

1ke Ali`i.

Makua lani e

Kamehameha e

Na kaua e pale

Me ka ihe.

### Traducere
Fii adevărați, ai insulelor Hawai`i,
 
Fiți fideli șefului vostru
 
Stăpânul și lordul țării voastre,
 
Șeful.
 
Tatăl mai sus de noi toți,
 
Kamehameha
 
Care ne-a păzit în războiul
 
Cu sulițe.